# NGC 2375
NGC 2375 је спирална галаксија у сазвежђу Близанци која се налази на NGC листи објеката дубоког неба.
Деклинација објекта је + 33° 49' 57" а ректасцензија 7h 27m 9,4s. Привидна величина (магнитуда) објекта NGC 2375 износи 13,8 а фотографска магнитуда 14,6. NGC 2375 је још познат и под ознакама UGC 3854, MCG 6-17-5, CGCG 177-17, NPM1G +33.0106, IRAS 07238+3356, PGC 21035.